# Шахритусский район
Шахритусский район (до 2021 г. — Шаартузский район; тадж. Ноҳияи Шаҳритӯс) — административный район в Хатлонской области Республики Таджикистан. 
Административно-территориальная единица под названием «Шахритусский район», неоднократно менявшая свои границы и подчинённость, существует с 7 марта 1933 года (за исключением 1955—1957 годов). Районный центр — посёлок городского типа Тус в 108 км к юго-западу от областного центра Бохтар и в 2 км от железнодорожной станции. Расстояние до Душанбе — 184 км. Территория Шахритусского района составляет 1525 км².

## История
Долина реки Кафирниган начала осваиваться уже во второй четверти I тысячелетия до н. э. с созданием здесь большой ирригационной сети. Культурные земли правого побережья реки орошались древним каналом, головная часть которого находится на расстоянии 18 км к северу от центра Кубодиёнского района. Такой же канал в древности орошал культурные земли левого побережья.
Современная территория Шахритусского района искони составляла часть исторической области Кубадиян, название которого в средневековых источниках приводится в форме «Кубадийан» (перс. قبادیان‎), «Кувадийан» (перс. قوادیان‎) и «Кувазийан» (перс. قباذیان‎) и распространяется на междуречье Сурхандарьи и Вахша.
Впервые Кубадиян упоминается в сочинении ат-Табари в связи с походом Асада ибн 'Абдаллаха в Хутталан в 725 году. В IX веке Кубадиян административно относился к области Хутталана, а в X веке при Саманидах — к области Чаганияна.
Согласно Абу Са‘д ас-Сам‘ани, в XII веке Кубадиян был цветущим округом («нахийа»), относящимся к области Балха. Средневековая столица Кубадияна была довольно значительным городом, одним из крупнейших в бассейне верхнего течения Амударьи.
В области Кубадияна в средние века было несколько густонаселённых и цветущих городов, расположенных среди гор недалеко от Амударьи, то есть в нижнем течении реки Кафирниган. Одним из них был Шахри-Тус (перс. شهر توس‎) — нынешний посёлок городского типа Шахритус (тадж. Шаҳритус).

### XX век
Территория нынешнего Шаартузского района располагается на землях бывшего Кабодианского амлока Кабадианского бекства Бухарского эмирата. С прекращением существования последнего в 1920 году и образованием Бухарской народной советской республики (БНСР) было введено деление на вилайеты и тюмени.
Кабадианский тюмень существовал в 1920—1930 годах в составе Курган-Тюбинского вилайета, сперва в составе БНСР, а с 1924 года — Таджикской АССР (входившей в Узбекскую ССР).
В декабре 1929 года провозглашена Таджикская ССР, и Кабадианский тюмень стал частью Курган-Тюбинского округа.
29 августа 1930 года Курган-Тюбинский округ был упразднён, и Кабадианский тюмень, преобразованный в Кабадианский район, стал иметь республиканское подчинение.
7 марта 1933 года Кабадианский район переименован в Шаартузский район.
Постановлением ЦИК СССР от 7 марта 1936 года из четырёх джамсоветов Шаартузского района был образован Микоянабадский район, его центр кишлак Кабадиан одновременно переименован в Микоянабад.
27 октября 1939 года Микоянабадский и Шаартузский районы наравне с ещё 22 районами вошли в состав вновь образованной Сталинабадской области, в которую входили до 10 апреля 1951 года (за исключением периода с 7 января 1944 по 23 января 1947 года, когда они передавались в состав Курган-Тюбинской области).
Указом Президиума Верховного Совета Таджикской ССР от 14 сентября 1955 года в состав Микоянабадского района передана территория упразднённого Шаартузского района. Административный центр при этом был перенесён из Микоянабада в посёлок Шаартуз, который одновременно переименовывался в Микоянабад (таким образом, на территории района стали существовать два населённых пункта под таким названием).
В соответствии с Указом Президиума Верховного Совета Таджикской ССР от 7 октября 1957 года Микоянабадский район переименован в Шаартузский. Его административному центру Микоянабаду возвращено название Шаартуз, другой одноимённый кишлак переименован 30 ноября того же года в кишлак имени Насир Хисрав.
4 апреля 1977 года оба района вновь вошли в состав повторно образованной Курган-Тюбинской области.
7 апреля 1978 года согласно Указу Президиума Верховного Совета Таджикской ССР из состава Шаартузского района выделен вновь образованный Кабодиёнский район с центром в посёлке Кабодиён.
С 8 сентября 1988 года по 24 января 1990 года Кабодиёнский и Шаартузский районы были частью новой Хатлонской области, пока не вернулись в состав восстановленной Курган-Тюбинской области Таджикской ССР (с конца 1991 года — Республики Таджикистан).
2 декабря 1992 года районы окончательно вошли в состав восстановленной Хатлонской области.
2 февраля 1996 года из юго-западной части Шаартузского района выделен Бешкентский район (переименованный в 2004 году в Носири-Хусравский район).
Постановлением Маджлиси Милли Маджлиси Оли РТ от 25 января 2021 года Шаартузский район переименован на Шахритусский район. 

## География
Шахритусский район расположен в долине реки Кафирниган, правого притока Пянджа. На севере граничит с Сурхандарьинской областью Узбекистана, на востоке — с Кубодиёнским районом, на западе — с Носири-Хусравским районом Хатлонской области Таджикистана, на юге — с районом Хульм провинции Балх Афганистана.

## Население
Население по оценке на 1 января 2018 года составляет 135 700 человек.
| Численность населения | Численность населения | Численность населения | Численность населения | Численность населения |
| 1939                  | 2019                  | 2020                  | 2021                  | 2022                  |
| --------------------- | --------------------- | --------------------- | --------------------- | --------------------- |
| 12 384                | ↗127 000              | ↗130 000              | ↗132 700              | ↗135700               |

## Административное деление
В состав Шахритусского района входят 1 посёлок городского типа и 5 сельских общин (тадж. ҷамоат) и 40 сёл:
| Административное деление Шаартусского района |                  |
| Сельская община                              | Население (2009) |
| Тус, пгт                                     | 34 784           |
| Айвадж                                       | 13 363           |
| Обшорон                                      | 6010             |
| Пахтаобод                                    | 14 671           |
| имени Талбака Садриддинова                   | 11 949           |
| Тодждорон                                    | 23 223           |

## Председатели хукумата
Главой Шахритусского района является Председатель Хукумата, который назначается Президентом Республики Таджикистан. Главой правительства Шаартузского района является Председатель Хукумата. Законодательный орган Шахритусского района — Маджлис народных депутатов, который избирается всенародно на 5 лет.
Председатели:
- Абдуллозода Тагой Махкам (с 30.01.2024)[20]